# СССР на летних Олимпийских играх 1968
Команду СССР, выступавшую на летних Олимпийских играх 1968 года, представляло 313 спортсменов (246 мужчин и 67 женщин).
На Олимпиаде хорошо выступили советские гимнасты, выигравшие 5 золотых медалей, по 2 золота выиграли Наталья Кучинская, Лариса Петрик и Михаил Воронин. Три золота добыли фехтовальщики, обладательницей двух золотых медалей стала Елена Новикова. Три золота принесли борцы, тяжелоатлеты, легкоатлеты и боксёры. Также золотые награды были выиграны в стрельбе, гребле на байдарках и каноэ, волейболе, академической гребле, конном и парусном спорте. Знаменитый советский тяжелоатлет Леонид Жаботинский стал двукратным олимпийским чемпионом, равно как и боксёр Борис Лагутин. Также спортсменам сборной СССР удалось взять медали в плавании, прыжках в воду, водном поло и баскетболе. Ватерполисты стали призёрами на четвёртой олимпиаде подряд (бронза в 1956, серебро в 1960, бронза в 1964 и серебро в 1968), баскетболисты на пятой (серебро в 1952, 1956, 1960, 1964 годах и бронза в 1968). Волейболисты выиграли золото на второй олимпиаде подряд, а волейболистки стали олимпийскими чемпионками впервые.

## Медалисты
| Медаль  | Спортсмен | Вид спорта                  | Дисциплина                                    |
| ------- | --- | --------------------------- | --------------------------------------------- |
| Золото  | Валериан Соколов | Бокс                        | Мужчины, до 54 кг                             |
| Золото  | Борис Лагутин | Бокс                        | Мужчины, 1-й средний вес                      |
| Золото  | Дан Позняк | Бокс                        | Мужчины, до 81 кг                             |
| Золото  | Борис Гуревич | Вольная борьба              | Мужчины, до 87 кг                             |
| Золото  | Александр Медведь | Вольная борьба              | Мужчины, свыше 97 кг                          |
| Золото  | Роман Руруа | Греко-римская борьба        | Мужчины, до 63 кг                             |
| Золото  | Владимир Беляев Олег Антропов Иван Бугаенков Владимир Иванов Евгений Лапинский Валерий Кравченко Василиюс Матушевас Виктор Михальчук Георгий Мондзолевский Юрий Поярков Эдуард Сибиряков Борис Терещук | Волейбол                    | Мужчины                                       |
| Золото  | Татьяна Вейнберга Вера Галушка Валентина Виноградова Людмила Булдакова Галина Леонтьева Вера Лантратова Людмила Михайловская Татьяна Поняева Роза Салихова Татьяна Сарычева Нина Смолеева Инна Рыскаль | Волейбол                    | Женщины                                       |
| Золото  | Михаил Воронин | Спортивная гимнастика       | Мужчины, опорный прыжок                       |
| Золото  | Михаил Воронин | Спортивная гимнастика       | Мужчины, перекладина                          |
| Золото  | Зинаида Воронина Любовь Бурда Ольга Карасёва Наталья Кучинская Лариса Петрик Людмила Турищева | Спортивная гимнастика       | Женщины, командные соревнования               |
| Золото  | Лариса Петрик | Спортивная гимнастика       | Женщины, вольные упражнения                   |
| Золото  | Наталья Кучинская | Спортивная гимнастика       | Женщины, бревно                               |
| Золото  | Анатолий Сасс Александр Тимошинин | Академическая гребля        | Мужчины, двойка парная                        |
| Золото  | Александр Шапаренко Владимир Морозов | Гребля на байдарках и каноэ | Мужчины, байдарка-двойка, 1000 м              |
| Золото  | Людмила Пинаева | Гребля на байдарках и каноэ | Женщины, байдарка-одиночка, 500 м             |
| Золото  | Иван Кизимов | Конный спорт                | Мужчины, выездка, личное первенство           |
| Золото  | Владимир Голубничий | Лёгкая атлетика             | Мужчины, ходьба 20 км                         |
| Золото  | Виктор Санеев | Лёгкая атлетика             | Мужчины, тройной прыжок                       |
| Золото  | Янис Лусис | Лёгкая атлетика             | Мужчины, метание копья                        |
| Золото  | Валентин Манкин | Парусный спорт              | Мужчины, «Финн»                               |
| Золото  | Григорий Косых | Стрельба пулевая            | Мужчины, малокалиберный однозарядный пистолет |
| Золото  | Евгений Петров | Стендовая стрельба          | Мужчины, круглый стенд                        |
| Золото  | Виктор Куренцов | Тяжёлая атлетика            | Мужчины, до 75 кг                             |
| Золото  | Борис Селицкий | Тяжёлая атлетика            | Мужчины, до 82,5 кг                           |
| Золото  | Леонид Жаботинский | Тяжёлая атлетика            | Мужчины, свыше 90 кг                          |
| Золото  | Эдуард Винокуров Умар Мавлиханов Владимир Назлымов Виктор Сидяк Марк Ракита | Фехтование                  | Мужчины, сабля, командные соревнования        |
| Золото  | Елена Новикова | Фехтование                  | Женщины, рапира                               |
| Золото  | Галина Горохова Александра Забелина Елена Новикова Татьяна Самусенко Светлана Чиркова | Фехтование                  | Женщины, рапира, командные соревнования       |
| Серебро | Алексей Киселёв | Бокс                        | Мужчины, до 75 кг                             |
| Серебро | Йонас Чепулис | Бокс                        | Мужчины, свыше 81 кг                          |
| Серебро | Шота Ломидзе | Борьба вольная              | Мужчины, до 97 кг                             |
| Серебро | Владимир Бакулин | Борьба греко-римская        | Мужчины, до 52 кг                             |
| Серебро | Валентин Оленик | Борьба греко-римская        | Мужчины, до 87 кг                             |
| Серебро | Николай Яковенко | Борьба греко-римская        | Мужчины, до 97 кг                             |
| Серебро | Анатолий Рощин | Борьба греко-римская        | Мужчины, свыше 97 кг                          |
| Серебро | Алексей Баркалов Олег Бовин Александр Долгушин Вадим Гуляев Юрий Григоровский Борис Гришин Леонид Осипов Владимир Семёнов Вячеслав Скок Гиви Чикваная Александр Шидловский                             | Водное поло                 | Мужчины                                       |
| Серебро | Михаил Воронин | Спортивная гимнастика       | Мужчины, многоборье, личное первенство        |
| Серебро | Сергей Диомидов Михаил Воронин Валерий Карасёв Виктор Клименко Виктор Лисицкий Валерий Ильиных | Спортивная гимнастика       | Мужчины, командные соревнования               |
| Серебро | Михаил Воронин | Спортивная гимнастика       | Мужчины, кольца                               |
| Серебро | Михаил Воронин | Спортивная гимнастика       | Мужчины, брусья                               |
| Серебро | Зинаида Воронина | Спортивная гимнастика       | Женщины, многоборье, личное первенство        |
| Серебро | Александр Шапаренко | Гребля на байдарках и каноэ | Мужчины, байдарка-одиночка, 1000 м            |
| Серебро | Иван Калита Иван Кизимов Елена Петушкова | Конный спорт                | Выездка, командное первенство                 |
| Серебро | Ромуальд Клим | Лёгкая атлетика             | Мужчины, метание молота                       |
| Серебро | Антонина Окорокова | Лёгкая атлетика             | Женщины, прыжки в высоту                      |
| Серебро | Владимир Косинский | Плавание                    | Мужчины, 100 м, брасс                         |
| Серебро | Владимир Косинский | Плавание                    | Мужчины, 200 м, брасс                         |
| Серебро | Семён Белиц-Гейман Леонид Ильичёв Георгий Куликов Виктор Мазанов | Плавание                    | Мужчины, 4х100 м, вольный стиль               |
| Серебро | Галина Прозуменщикова | Плавание                    | Женщины, 100 м, брасс                         |
| Серебро | Тамара Погожева | Прыжки в воду               | Женщины, трамплин                             |
| Серебро | Наталья Лобанова | Прыжки в воду               | Женщины, вышка                                |
| Серебро | Павел Леднёв Борис Онищенко Стасис Шапарнис | Современное пятиборье       | Мужчины, командное первенство                 |
| Серебро | Валентин Корнев | Стрельба пулевая            | Мужчины, произвольная винтовка, 3х40          |
| Серебро | Дито Шанидзе | Тяжёлая атлетика            | Мужчины, до 60 кг                             |
| Серебро | Владимир Беляев | Тяжёлая атлетика            | Мужчины, до 82,5 кг                           |
| Серебро | Яан Тальтс | Тяжёлая атлетика            | Мужчины, до 90 кг                             |
| Серебро | Виктор Путятин Герман Свешников Юрий Сисикин Василий Станкович Юрий Шаров | Фехтование                  | Мужчины, рапира, командные соревнования       |
| Серебро | Григорий Крисс | Фехтование                  | Мужчины, шпага                                |
| Серебро | Иосиф Витебский Григорий Крисс Алексей Никанчиков Виктор Модзолевский Юрий Смоляков | Фехтование                  | Мужчины, шпага, командные соревнования        |
| Серебро | Марк Ракита | Фехтование                  | Мужчины, сабля                                |
| Бронза  | Сергей Белов Владимир Андреев Геннадий Вольнов Вадим Капранов Яак Липсо Сергей Коваленко Анатолий Крикун Модестас Паулаускас Анатолий Поливода Зураб Саканделидзе Юрий Селихов Прийт Томсон            | Баскетбол                   | Мужчины                                       |
| Бронза  | Владимир Мусалимов | Бокс                        | Мужчины, до 67 кг                             |
| Бронза  | Иван Кочергин | Греко-римская борьба        | Мужчины, до 57 кг                             |
| Бронза  | Михаил Воронин | Спортивная гимнастика       | Мужчины, конь                                 |
| Бронза  | Сергей Диомидов | Спортивная гимнастика       | Мужчины, опорный прыжок                       |
| Бронза  | Виктор Клименко | Спортивная гимнастика       | Мужчины, брусья                               |
| Бронза  | Наталья Кучинская | Спортивная гимнастика       | Женщины, многоборье, личное первенство        |
| Бронза  | Наталья Кучинская | Спортивная гимнастика       | Женщины, вольные упражнения                   |
| Бронза  | Зинаида Воронина | Спортивная гимнастика       | Женщины, опорный прыжок                       |
| Бронза  | Зинаида Воронина | Спортивная гимнастика       | Женщины, брусья                               |
| Бронза  | Лариса Петрик | Спортивная гимнастика       | Женщины, бревно                               |
| Бронза  | Зигмас Юкна Антанас Богданавичюс Витаутас Бредис Юрий Лоренцсон Валентин Кравчук Александр Мартышкин Владимир Стерлик Виктор Суслин Юозас Ягелавичюс                                                   | Академическая гребля        | Мужчины, восьмерка                            |
| Бронза  | Виталий Галков | Гребля на байдарках и каноэ | Мужчины, каноэ-одиночка, 1000 м               |
| Бронза  | Наум Прокупец Михаил Замотин | Гребля на байдарках и каноэ | Мужчины, каноэ-двойка, 1000 м                 |
| Бронза  | Людмила Пинаева Антонина Середина | Гребля на байдарках и каноэ | Женщины, байдарка-двойка, 500 м               |
| Бронза  | Николай Смага | Лёгкая атлетика             | Мужчины, ходьба 20 км                         |
| Бронза  | Валентин Гаврилов | Лёгкая атлетика             | Мужчины, прыжки в высоту                      |
| Бронза  | Эдуард Гущин | Лёгкая атлетика             | Мужчины, толкание ядра                        |
| Бронза  | Наталья Бурда | Лёгкая атлетика             | Женщины, бег 400 м                            |
| Бронза  | Людмила Жаркова Галина Бухарина Вера Попкова Людмила Самотёсова | Лёгкая атлетика             | Женщины, эстафета 4х100 м                     |
| Бронза  | Валентина Козырь | Лёгкая атлетика             | Женщины, прыжки в высоту                      |
| Бронза  | Татьяна Талышева | Лёгкая атлетика             | Женщины, прыжки в длину                       |
| Бронза  | Надежда Чижова | Лёгкая атлетика             | Женщины, толкание ядра                        |
| Бронза  | Николай Панкин | Плавание                    | Мужчины, 100 м, брасс                         |
| Бронза  | Владимир Буре Семен Белиц-Гейман Леонид Ильичёв Георгий Куликов | Плавание                    | Мужчины, 4х200 м, вольный стиль               |
| Бронза  | Юрий Громак Леонид Ильичёв Владимир Косинский Владимир Немшилов | Плавание                    | Мужчины, 4х100 м, комбинированная эстафета    |
| Бронза  | Галина Прозуменщикова | Плавание                    | Женщины, 200 м, брасс                         |
| Бронза  | Павел Леднёв | Современное пятиборье       | Мужчины, личное первенство                    |
| Бронза  | Виталий Пархимович | Стрельба пулевая            | Мужчины, малокалиберная винтовка, 3х40        |
| Бронза  | Ренат Сулейманов | Стрельба пулевая            | Мужчины, малокалиберный однозарядный пистолет |

### Медали по видам спорта
| Спорт                       | Золото | Серебро | Бронза | Всего |
| --------------------------- | ------ | ------- | ------ | ----- |
| Спортивная гимнастика       | 5      | 5       | 8      | 18    |
| Борьба                      | 3      | 5       | 1      | 9     |
| Фехтование                  | 3      | 4       | 0      | 7     |
| Тяжёлая атлетика            | 3      | 3       | 0      | 6     |
| Лёгкая атлетика             | 3      | 2       | 8      | 13    |
| Бокс                        | 3      | 2       | 1      | 6     |
| Гребля на байдарках и каноэ | 2      | 1       | 3      | 6     |
| Стрельба                    | 2      | 1       | 2      | 5     |
| Волейбол                    | 2      | 0       | 0      | 2     |
| Конный спорт                | 1      | 1       | 0      | 2     |
| Академическая гребля        | 1      | 0       | 1      | 2     |
| Парусный спорт              | 1      | 0       | 0      | 1     |
| Плавание                    | 0      | 4       | 4      | 8     |
| Прыжки в воду               | 0      | 2       | 0      | 2     |
| Современное пятиборье       | 0      | 1       | 1      | 2     |
| Водное поло                 | 0      | 1       | 0      | 1     |
| Баскетбол                   | 0      | 0       | 1      | 1     |

## Результаты соревнований

### Академическая гребля
В следующий раунд из каждого заезда проходили несколько лучших экипажей (в зависимости от дисциплины). В финал A выходили 6 сильнейших экипажей, ещё 6 экипажей, выбывших в полуфинале, распределяли места в малом финале B.
Действующий трёхкратный олимпийский чемпион в одиночках Вячеслав Иванов готовился к Играм в Мехико, но по решению руководства сборной вместо Иванова в соревнованиях выступал Виктор Мельников. Узнав, что Иванов не был заявлен на Игры Международный олимпийский комитет готов был допустить его до соревнований вне конкурса, при этом в случае победы Иванова золотые медали получил бы сам спортсмен, а также гребец занявший второе место, однако руководство сборной СССР отказалось от такой возможности.
Мужчины
| Соревнование | Спортсмены                          | Предварительный заезд | Предварительный заезд | Предварительный заезд | Отборочный заезд | Отборочный заезд | Отборочный заезд | Полуфинал             | Полуфинал             | Полуфинал             | Финал                 | Финал                 | Итоговое место        |                       |
| Соревнование | Спортсмены                          | Заезд                 | Время                 | Место                 | Заезд            | Время            | Место            | Заезд                 | Время                 | Место                 | Время                 | Место                 | Итоговое место        |                       |
| ------------ | ----------------------------------- | --------------------- | --------------------- | --------------------- | ---------------- | ---------------- | ---------------- | --------------------- | --------------------- | --------------------- | --------------------- | --------------------- | --------------------- | --------------------- |
| одиночки     | Виктор Мельников                    | 2                     | 8:03,29               | 3                     | 2                | 7:46,86          | 2 Q              | 2                     | 7:50,30               | 4                     | Финал B               | Финал B               | 12                    |                       |
| одиночки     | Виктор Мельников                    | 2                     | 8:03,29               | 3                     | 2                | 7:46,86          | 2 Q              | 2                     | 7:50,30               | 4                     | DNS                   |                       | 12                    |                       |
| двойки       | Аполинарис Григас Владимир Рикконен | 3                     | 7:35,61               | 4                     | 2                | DNF              | 6                | завершили выступление | завершили выступление | завершили выступление | завершили выступление | завершили выступление | завершили выступление | завершили выступление |

### Конный спорт
| Команда                                                                           | Соревнование     | 1-й раунд         | 1-й раунд   | 2-й раунд         | 2-й раунд   | Финал  | Место |
| Команда                                                                           | Соревнование     | Штраф             | Штраф       | Штраф             | Штраф       | Финал  | Место |
| Команда                                                                           | Соревнование     |                   | Ком.        |                   | Ком.        | Финал  | Место |
| --------------------------------------------------------------------------------- | ---------------- | ----------------- | ----------- | ----------------- | ----------- | ------ | ----- |
| Евгений Кузин на Фигляр Виктор Матвеев на Крохотный Геннадий Самоседенко на Аэрон | Командный конкур | 76,00 23,75 25,25 | 125,00 (13) | 45,00 17,75 42,75 | 105,50 (11) | 230,50 | 13    |